# Elena Barolo
Elena Barolo (Turín, Italia; 14 de diciembre de 1982) es una actriz, showgirl y bloguera italiana.
Barolo apareció por primera vez como una de las velinas en el programa de televisión italiano Striscia la notizia en 2002. Hasta 2004, Barolo compartió este papel con Giorgia Palmas. Posteriormente se convirtió en actriz, apareciendo como miembro principal del elenco en la telenovela CentoVetrine de 2005 a 2007, y luego nuevamente en la serie de comedia 7 vite en 2007 y 2009. Apareció los largometrajes Ex - Amici come prima! y Un Natale per due en 2011.
Barolo inició «Affashionate», un blog de moda, en enero de 2012.

## Filmografía

### Películas
| Año  | Título                 | Rol    | Notas |
| ---- | ---------------------- | ------ | ----- |
| 2011 | Un Natale per due      | Giulia |       |
| 2011 | Ex - Amici come prima! |        |       |
| 2011 | The Restaurant         |        |       |
| 2020 | Dio salvi la Regina    | Monica |       |

### Series de televisión
| Año       | Título                | Rol                  | Notas |
| --------- | --------------------- | -------------------- | ----- |
| 2005-2007 | CentoVetrine          | Vittoria Della Rocca |       |
| 2007-2009 | 7 vite                | Laura Ferrari        |       |
| 2008      | Tutti pazzi per amore | Vanessa              |       |
| 2009      | Terapia d'urgenza     | El                   |       |
| 2009      | Don Matteo            | Esther               |       |

### Programas de televisión
| Año             | Título                               | Rol                      | Notas |
| --------------- | ------------------------------------ | ------------------------ | ----- |
| 2002            | Veline                               | Competidora              |       |
| 2002-2004, 2011 | Striscia la notizia                  | Velina, inviata          |       |
| 2004            | Lucignolo - Bellavita                | Inviata                  |       |
| 2004            | Miss Universo Italia                 | Conductora               |       |
| 2004            | Agrigento, la valle dei tempi        | Conductora               |       |
| 2004            | Meteo 4                              | Conductora               |       |
| 2004            | Le festival de la comédie            | Conductora               |       |
| 2004            | Sipario estate                       | Conductora               |       |
| 2005            | Topo Gigio Show                      | Fatina                   |       |
| 2010            | Festival internazionale del Tango    | Conductora               |       |
| 2015            | Donnavventura                        | Inviata/bloguera de moda |       |
| 2015            | Voglio Essere così                   | Jueza/bloguera de moda   |       |
| 2016            | TuoZoo                               | Conductora               |       |
| 2017-2018       | Il processo di Biscardi              | Coconductora             |       |
| 2017-2018       | Prova D'Appello                      | Conductora               |       |
| 2018            | Balalaika - Dalla Russia col pallone | Inviata                  |       |
| 2018            | Tiki Taka Russia                     | Inviata                  |       |
| 2018            | Che tempo che fa                     | Invitada                 |       |